# Formica subpolita
Formica subpolita é uma espécie de formiga do gênero Formica, pertencente à subfamília Formicinae.